# Samuel Berenstein
Samuel ben Berish Berenstein (Hannover, 1773 - Amsterdam, 21 december 1838) was een Duits rabbijn en opperrabbijn van achtereenvolgens Groningen, Friesland, Amsterdam en Amersfoort.

## Biografie
Samuel Berenstein werd in 1773 geboren in Hannover in een geslacht van rabbijnen en geleerden. Zijn vader was opperrabbijn van Hannover en kleinzoon van de beroemde rabbijn Jacob Joshua Falk, auteur van het werk Pene Yehoshua. Berenstein trouwde met Rebecca Rosalie Lowenstamm, de dochter van rabbijn Jacob Moses Lowenstamm, en verhuisde met haar naar Amsterdam, waar zijn schoonvader opperrabbijn werd.
In 1802 werd Berenstein opperrabbijn van het synagogaal ressort Groningen, waarna in 1808 Friesland volgde. In 1811 werd hij naar Amsterdam beroepen om grootrabbijn van het door koning Lodewijk Napoleon ingestelde Opperconsistorie (1808-1814) te worden. Vier jaar later volgde hij Lowenstamm op en werd opperrabbijn van de Grote Synagoge in Amsterdam; Berenstein was daarmee de eerste opperrabbijn van het in 1814 opgerichte Nederlands-Israëlitisch Kerkgenootschap. Ook was hij de eerste opperrabbijn die zijn leerreden in het Nederlands uitsprak, waarvan er meerdere zijn gepubliceerd en opgenomen in de collecties van het British Museum en de Bibliotheca Rosenthaliana. Vrij snel na zijn benoeming kreeg Berenstein ook de geestelijke leiding over het synagogaal ressort Amersfoort. Koning Willem I had een goede relatie met de opperrabbijn en toonde interesse in zijn lessen.
Samuel Berenstein overleed in 1838 in Amsterdam na een langdurig ziekbed op 66-jarige leeftijd. Hij werd begraven op de Joodse begraafplaats te Muiderberg. Berenstein werd als opperrabbijn pas na 35 jaar opgevolgd door Joseph Hirsch Dünner. Berend Berenstein, zijn oudste zoon, was al Av Beet Dien in Amsterdam en volgde zijn vader daar op als rabbinaal assessor. Hij werd in 1848 zelf ook benoemd tot opperrabbijn van Den Haag.

## Galerij

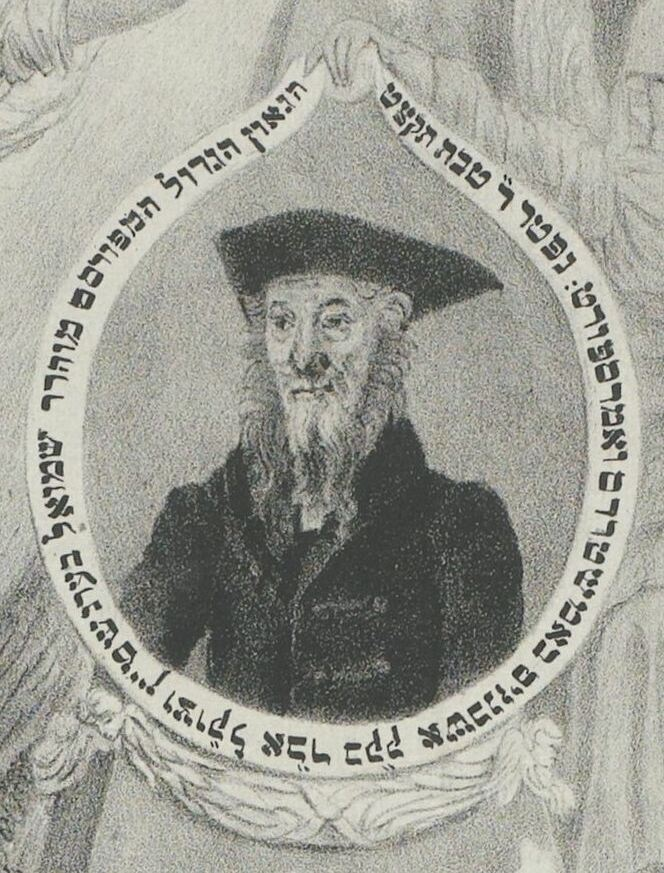
Opperrabbijn van Amsterdam Samuel Berenstein (Morris Jacob Dessaur, 1838)
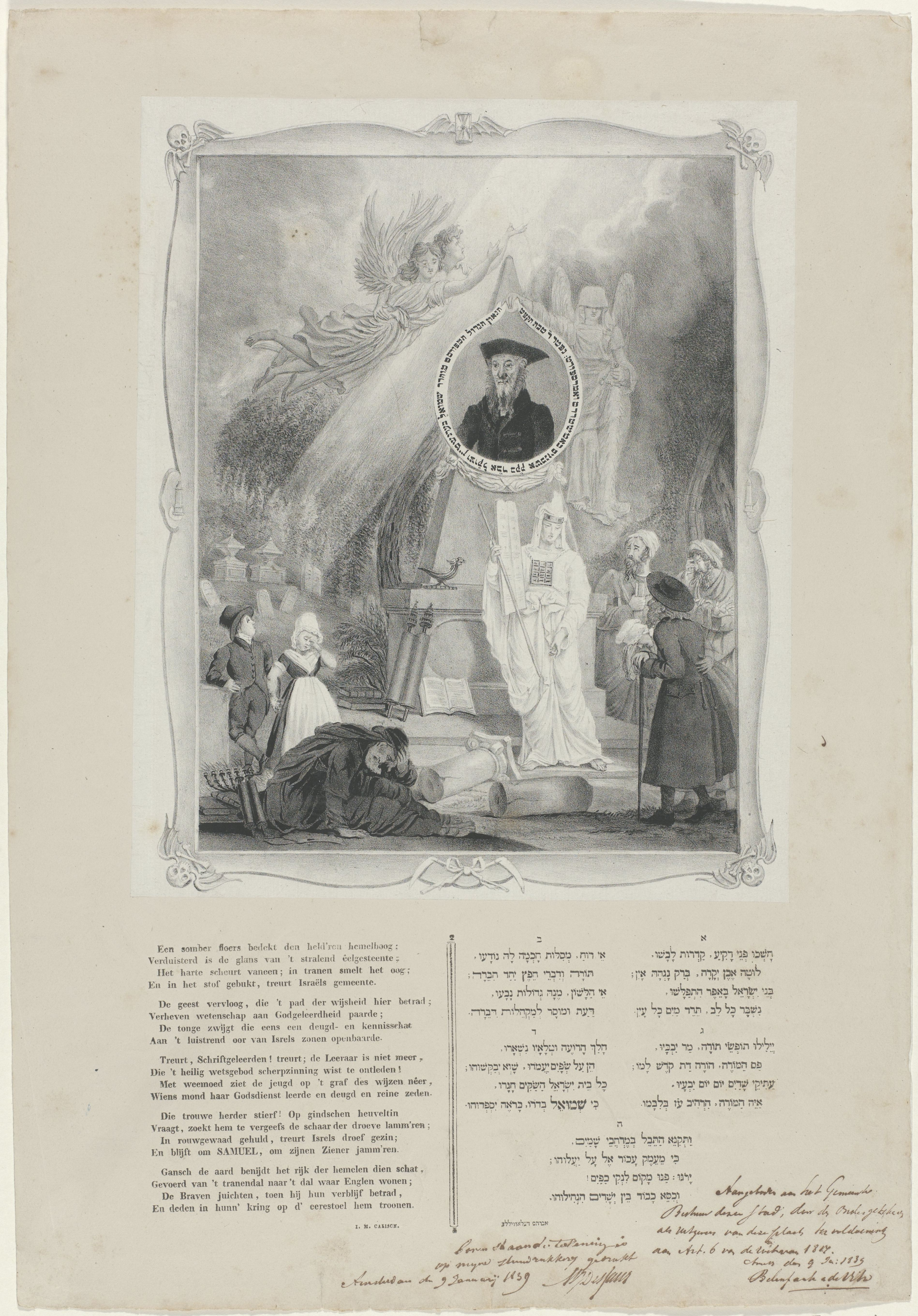
Rouwprent aangeboden aan de raad van Amsterdam na het overlijden van opperrabbijn Berenstein in 1838

- Biografisch Portaal: 50930275
- Digitale Bibliotheek voor de Nederlandse Letteren: bere015
- International Standard Name Identifier: 0000 0003 8848 6836
- Library of Congress Control Number: nb2013015386
- Nationale Bibliotheek van Israël: 987007258534205171
- Nederlandse Thesaurus van Auteursnamen: 071448403
- Virtual International Authority File: 281699313
- WorldCat: E39PCjC3XJ4wHTgy7mwKMjFgw3